# القبلي (رخية)

'

تعديل مصدري - تعديل

القبلي هي إحدى قرى عزلة رخية بمديرية رخية التابعة لمحافظة حضرموت، بلغ تعداد سكانها 41 نسمة حسب تعداد اليمن لعام 2004.